# Barbara Wardak-Tomaszewska
Barbara Wardak-Tomaszewska (ur. 23 listopada 1956 w Warszawie) – polska niepełnosprawna lekkoatletka, trzykrotna medalistka paraolimpijska. 

## Życiorys
Urodziła się w Warszawie jako córka Adeli i Mariana, kapitana Wojska Polskiego. Od dwunastego roku życia zaczęła stopniowo tracić wzrok. Uczęszczała do Szkoły Podstawowej im. Xawerego Dunikowskiego, gdzie nauczyła się rzucać oszczepem i dyskiem (jej nauczycielką była Ewa Sidło, żona wybitnego oszczepnika Janusza Sidło). Ukończyła Technikum Modelarsko-Odzieżowe w Warszawie.
Zawodniczka klubu Start Warszawa. Wzięła udział w trzech konkurencjach podczas Letnich Igrzysk Paraolimpijskich 1980 w Arnhem, na których zdobyła srebro w rzucie dyskiem i rzucie oszczepem, a także brąz w pchnięciu kulą (startowała w kategorii B).
Po zakończeniu kariery sportowej pracowała w Spółdzielni Niewidomych Nowa Praca, a następnie jako masażystka w jednej z przychodni zdrowia na Tarchominie. 
W 1981 roku na zgrupowaniu sportowym w Nowym Targu poznała Bogdana Tomaszewskiego. Mają syna Jacka (ur. 1985).

## Igrzyska paraolimpijskie
| Rok  | Miejscowość | Konkurencja      | Wynik   | Pozycja    | Źródło |
| ---- | ----------- | ---------------- | ------- | ---------- | ------ |
| 1980 | Arnhem      | Pchnięcie kulą B | 8,60 m  | 3. miejsce | [ 3 ]  |
| 1980 | Arnhem      | Rzut dyskiem B   | 28,34 m | 2. miejsce | [ 4 ]  |
| 1980 | Arnhem      | Rzut oszczepem B | 26,04 m | 2. miejsce | [ 5 ]  |